# Dormagener Federkiel
Der Dormagener Federkiel war ein Literaturpreis der Stadt Dormagen im Rhein-Kreis Neuss in Nordrhein-Westfalen.
Die mit 5000 Euro dotierte Auszeichnung wurde im Rahmen der Dormagener Literaturtage vergeben. Sie richtete sich an Autoren, die entweder am Niederrhein geboren sind oder dort leben und deren Werk entweder gedruckt oder als Hörspiel vorliegt. Autoren konnten sich selbst um den Preis bewerben oder von Dritten vorgeschlagen werden. Eine aus Literaturwissenschaftlern, Journalisten oder Autoren besetzte dreiköpfige Jury entschied über die Vergabe.
Der Preis wurde im Jahr 1979 erstmals vergeben. Seinerzeit betrug das Preisgeld 6000 DM, das jeweils zur Hälfte vor Beginn und nach Abschluss einer literarischen Auftragsarbeit an den Autor gezahlt wurde. 1980 wurde Klas Ewert Everwyn ausgezeichnet, der mit seinem fiktiven Werk deutlich gegen den Bayer-Konzern Position bezog und einen Skandal verursachte. Der Preis verhalf zu entsprechender Publizität, obwohl die Stadt Dormagen eine Veröffentlichung des überaus kritischen Werkes unterließ. Stattdessen sprang eine Bürgerinitiative ein. Dies führte dazu, dass Bayer gegen den Autor klagte und sich daraus ein jahrelanger Rechtsstreit ergab. Die Stadt verzichtete daher in den Folgejahren auf eine Preisvergabe.
Erst 1989 wurde der Preis erneut vergeben, allerdings wurde von nun an auf ein Auftragswerk verzichtet.
Die Stadt Dormagen hat die Verleihung des Preises eingestellt.

## Preisträger
- 1979 – Josef Ippers
- 1980 – Klas Ewert Everwyn, Der Dormagener Störfall von 1996
- 1989 – Ingeborg Drews, Lyrik
- 1992 – Reinhard Kaiser, Der kalte Sommer des Dr. Polidori
- 1993 – Wolfgang Bittner, Narrengold
- 1997 – Okko Herlyn, Niederrheinische Gottheit mit zwei Buchstaben
- 2001 – Willi Achten, Ameisensommer